# Amchitka
Amchitka vulkanikus sziget Alaszkában, az Amerikai Egyesült Államokban. Az Aleut-szigetlánchoz tartozó Patkány-szigetek tagja. Mintegy 68 km hosszú, szélessége 3 és 6 km között váltakozik. Éghajlata óceáni, állandóan felhős égbolttal, gyakori viharokkal.
Az aleutok több mint 2500 évig lakták, ám 1832 óta nincs állandó lakossága. 1867-ben, Alaszka eladásakor Oroszországtól az Amerikai Egyesült Államokhoz került. A második világháború aleut-szigeteki hadjárata alatt a légierő támaszpontként használta.
A háború után az Egyesült Államok Atomenergia Bizottsága (United States Atomic Energy Commission) föld alatti kísérleti atomrobbantások helyszínéül választotta ki. Három bombát teszteltek itt: Long Shot (1965, 80 kilotonna), Milrow (1969, kb. 1 megatonna), Cannikin (1971, 5 megatonna alatt). Utóbbi volt az USA által végrehajtott legnagyobb föld alatti kísérlet. A Cannikin környezetvédő csoportok tiltakozását váltotta ki a sugárzás környezetkárosító hatásai miatt, valamint azért, mert feltételezésük szerint hozzájárulhatott földrengések és cunamik kialakulásához. A később Greenpeace-ként ismertté váló szervezet első (sikertelen) akciója a sziget partjainál megrendezett tiltakozás lett volna. A már használaton kívüli kísérleti területen a sugárzás mértékét folyamatosan ellenőrzik, a legújabb adatok szerint radioaktív szivárgásnak nincs jele.

## Földrajza
Amchitka az Aleut-szigetek egyik alcsoportja, a Patkány-szigetek legdélebbi tagja, a é. sz. 51° 21′, k. h. 178° 37′51.350000°N 178.616667°E és é. sz. 51° 39′, k. h. 179° 29′51.650000°N 179.483333°E koordináták között található. Északon és keleten a Bering-tenger, délen és nyugaton a Csendes-óceán övezi.
Keleti része dombos fennsík, elszigetelt tavakkal. A sűrű növénytakarót moha, zuzmó, májmoha, páfrány, fű, sás, varjúbogyó alkotja. A sziget nyugati része kopár vagy ritka növényzettel borított, közepén pedig hegyek emelkednek.
Klímája óceáni, általában ködös, szeles, az ég az év 98%-ában felhős. A hőmérsékletet az óceán miatt egyenletes, de gyakoriak a viharok.
A sziget az aleut vulkanikus ív része, "az egyik legkevésbé stabil tektonikus környezet az Egyesült Államokban".

## Története
Az eddig előkerült legkorábbi emberi maradvány i. sz. 1000 körülre datálható, de az aleutok már legalább 2500 évvel ezelőtt megtelepedtek Amchitkán.

### Felfedezők és prémvadászok
Az európai felfedezők közül elsőként Vitus Bering pillantotta meg a szigetet (1741), amit Szt. Makariusról nevezett el. 1790-ben Joseph Billings szintén látótávolságon belül hajózott el tőle, majd 1820-ban Glieb Szemjonovics Sismarjov partra is szállt.
1783-ban a japán Daikokuya Kōdayū és tizennégy száműzött társa kötött ki a szigeten, ahol a Vaszilij Jakovlevics Zsigarev nevű moszkvai szőrmekereskedő alkalmazásában álló Nyevizimov által vezetett orosz prémvadászokkal dolgoztak együtt. 1786-ig hatan közülük meghaltak. 1787-ben a többiek néhány orosszal együtt megszöktek egy uszadékfából szegekkel összetákolt hajón.
Miután visszatértek Japánba, egyikük, Isokichi így számolt be az őslakosok és az európaiak közötti viszonyról: "Az oroszok elrabolták az aleutok szőrméit. Ha azok felmérgesedtek és kevesebbet vagy egyáltalán nem adtak nekik, kis híján halálra verték őket. Ha valaki nem teljesítette az oroszok utasításait, meghalhatott."
1784 májusában, megelégelve az embertelen bánásmódot, az aleutok fellázadtak. A konfliktus kirobbanása előtt az oroszok vissza szerettek volna kapni néhány használati cikket, amit korábban a prémekért cserébe adtak. Miután ez nem sikerült, Nyevizimov utasítására Sztyepanov és Kazsimov megölte a törzsfőnök lányát és Nyevizimov szeretőjét, Onyiisint, aki gyanújuk szerint ellenállásra biztatta az aleutokat.
Aznap este több száz aleut indult meg az oroszok házai felé. Öten tüzet nyitottak rájuk, mire azok elmenekültek. Másnap újra támadással próbálkoztak, ám ismét lövések kényszerítették vissza őket. Amikor az oroszok észrevették, hogy a férfiak egy hegyen tartanak megbeszélést, a védtelen faluba siettek, és túszul ejtették a nőket és a gyerekeket. Az aleutok kénytelenek voltak megadni magukat. Négy vezetőjüket kivégezték; sokan a környező szigetekre költöztek. Miután az eset a hatóságok tudomására jutott, Nyevizimovot letartóztatták és börtönbe zárták.
A prémvadászok az őslakosok munkaerejét lakóhelyeik építésére is kihasználták. Az aleutok száma a 18. század végén, 19. század elején gyorsan csökkent. 1832-től kezdve a szigetnek nem volt állandó lakója, a második világháború idejére pedig már csak egyetlen, elhagyatott orosz halászfalu maradt az egykori élet jeleként.
1855-ben a Rodgers-Ringgold expedíció gyűjtött adatokat a szigetről, amely hamarosan (1867-ben) Alaszka eladásával az Amerikai Egyesült Államok fennhatósága alá került. 1913-ban William Howard Taft elnök az Aleut-szigetláncot, s benne Amchitkát vadrezervátumnak nyilvánította. 1920-tól Atka sziget őslakói bérbe vették a szigetet, hogy ott rókát vadásszanak – egész az aleut-szigeteki hadjárat kezdetéig (1942).

### A második világháború alatt
1942 júniusában japán csapatok szállták meg Attu és Kiska szigetét – utóbbitól kelet felé haladva a következő nagyobb sziget Amchitka. Az amerikai hadvezetés gyors ellenlépéseket tett, és a bombázók számára több leszállópályát létesített Umnaktól nyugatra, valamint katonai bázisokat Adakon és tizenhárom más helyen.
Az 1942 szeptemberében Amchitkán végzett előzetes felderítés szerint egy kifutópálya kiépítése nehézségekbe ütközött volna. December 13-án azonban mégis az építés mellett döntöttek, megelőzendő, hogy a japánok megvessék a lábukat a szigeten. December 17-19-én további felderítéseket végeztek, és úgy találták, hogy két-három héten belül létrehozható egy kifutópálya, és három-négy hónapon belül egy repülőtér.
Az amerikaiak 1943. január 11-én ellenállásba nem ütközve szálltak partra. A rossz időjárás és a japán bombázások ellenére a repülőtér február 16-án már használható állapotban volt, az alaszkai hadparancsnokság már csak 80 km-re volt a célponttól, Kiskától.
A katonaság idővel több épületet, utakat és három kifutópályát épített a szigeten (a legtöbb, egyszerre itt állomásozó katona 15 ezer volt) – a létesítmények egy részét (felújításuk után) az Atomenergia Bizottság is használta.
Az aleut-szigeteki csata 1943. augusztus 24-én ért véget. Még abban a hónapban egy lehallgató állomás jött létre Amchitkán, és működött egészen 1945 februárjáig. A katonaság 1950 augusztusában hagyta el a szigetet. Az 1950-es években a légierő meteorológiai állomása működött itt, 1959-61 között a légierő White Alice kommunikációs rendszerének egyik állomása, az 1960-as és 1970-es években pedig egy ideiglenes átjátszó állomás.

## Nukleáris tesztek

Az amchitkai nukleáris tesztek helyszínei

Az USA védelmi minisztériuma már 1951-ben tervezett nukleáris tesztek helyszínének kiválasztásakor is fontolóra vette Amchitkát. Két 20 kilotonnás töltetet robbantottak volna, hogy az azok által létrehozott bombatölcsérek méretét vizsgálják. Harmincnégy kísérleti aknafúrás után azonban alkalmatlannak minősítették a helyszínt, és a teszteket végül Nevadában végezték el.
Az ötvenes évek végén egy másik probléma vizsgálatához kerestek megfelelő terepet: a tudósok egyelőre nem tudták biztonsággal megkülönböztetni egymástól a földrengések és a föld alatti robbantások által keltett szeizmikus jeleket (vagyis nem tudták bemérni a szovjetek kísérleteit).
Az Operation Plumbbob keretében 1957. szeptember 19-én Nevadában elvégzett Rainier teszt volt az első teljes mértékben föld alatti robbantás (amennyiben a robbantás melléktermékei nem jutottak ki az atmoszférába). Az általa keltett lökéshullámok világszerte mérhetőek voltak, ám a hagyományos berendezések egy földrengés által keltettekhez hasonlónak mutatták őket. 1959-ben James Rhyne Killian, az elnök tudományos és technológiai tanácsadója megalakította a mérések javításának lehetőségeit vizsgáló Panel on Seismic Improvement-et, ami kidolgozta a Vela Uniform programot, melyet az Eisenhower-adminisztráció rövidesen el is indított.
Az Atomenergia Bizottság és a Védelmi Minisztérium elkezdte Amchitka felmérését a program kísérleteihez.

### Long Shot

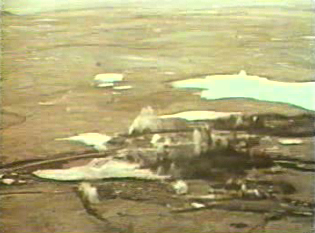
A Long Shot robbantás által keltett porfelhő (filmfelvétel kockája)

Míg a nyilvánosság csak 1965. március 18-án szerezhetett tudomást a tervezett tesztről, a vezető alaszkai tisztségviselőket már előző év februárjában értesítették. Az 1964. március 27-ei nagypénteki földrengés után William A. Egan kormányzó aggodalmát fejezte ki a robbantás lélektani hatásaival kapcsolatban.
A 80 kilotonnás Long Shot-ot 1965. október 29-én robbantották fel. Ez volt az első lakott területektől távoli helyen végzett föld alatti robbantás, és az első, amelyet a Védelmi Minisztérium irányított.
Épületekben nem keletkezett kár, azonban trícium és kripton jutott ki a felszínre – e tényt csak 1969-ben hozták nyilvánosságra.

### Milrow
"[A] Milrow kísérlet célja egy sziget, nem pedig egy fegyver tesztelése volt": az 1-1,2 megatonna közötti töltet 1969. október 2-ai felrobbantása során nyert adatokból azt próbálták meg előre jelezni, hogy egy nagyobb töltetnek milyen hatásai lennének, és hogy a következő, Cannikin teszt biztonsággal elvégezhető-e.
A lökéshullám gyorsulása a felszínt elérve 35 G felett volt, a talaj egy 3 km sugarú körben 5 m magasra emelkedett, majd a keletkező üregbe omolva krátert hozott létre. A robbanás "a környező tengert habbá változtatta" és "a sarat és a folyók és tavak vizét több mint 15 méterre emelte a levegőbe".

### Cannikin

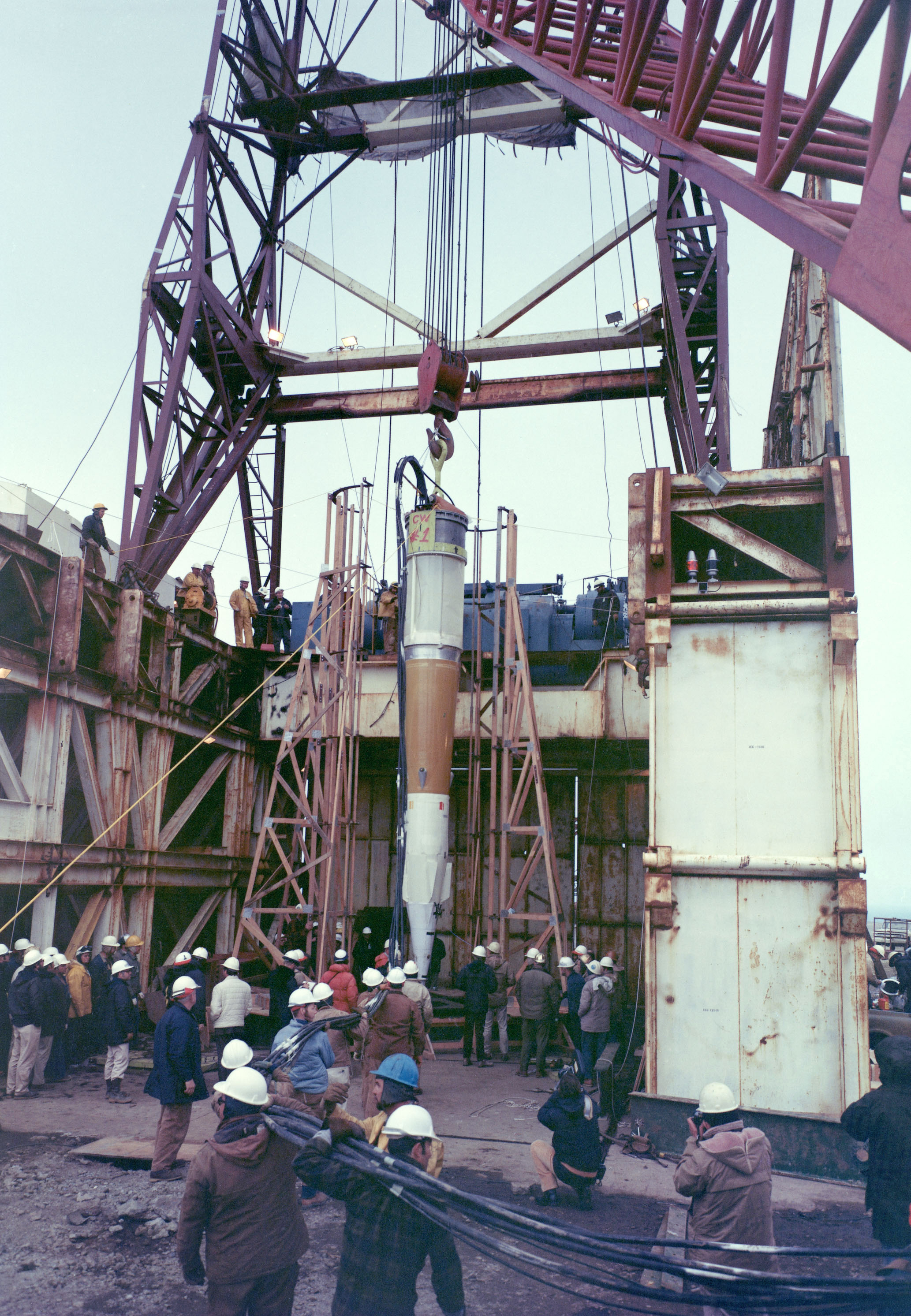
A Cannikin leeresztése az aknába

A Cannikin célja a Spartan ballisztikus elfogó rakéta (ABM) 5 megatonnás töltetének tesztelése, a kibocsátott röntgensugárzás és melléktermékek mennyiségének mérése volt. A föld-levegő rakéta végül csak 1975-76 pár hónapja során volt használatban.
Egy vancouveri újságíró, Bob Hunter (aki később a Greenpeace 000. tagja lett) arról írt, hogy a robbantás földrengést és cunamit okozhat. Az AEC számolt a földrengés lehetőségével, de "nagyon valószínűtlennek" tartotta, szerintük a robbantás csak egy éppen kialakulóban lévő rengést indíthatott volna be, a cunamit pedig még kevésbé tartották valószínűnek.
Russell Train, a Council on Environmental Quality elnökének véleménye szerint a Milrow kísérlet adatait nem lehet extrapolálni. "A föld alatti robbanás lehet az első dominó a rengéshez vezető sorban. […] és akárcsak a földrengések esetén, egy cunami kialakulásának lehetőségét megbecsülni nem lehetséges".
1971 júliusában a Committee for Nuclear Responsibility nevű csoport beperelte az AEC-t, arra kérve a bíróságot, hogy állíttassa le a tesztet. A per sikertelen volt, de az ítéletet a Legfelsőbb Bíróság 4:3 arányban megsemmisítette. Végül Richard Nixon elnök személyesen engedélyezte a 200 millióba kerülő tesztet, annak ellenére, hogy Japán, Peru és Svédország is tiltakozott.
A Don't Make A Wave Committee kibérelt egy hajót, amivel a szigethez akartak eljutni, de a rossz időjárás miatt ez nem sikerült.
A Cannikin-t 1971. november 6-án robbantották fel. A töltet "öt megatonna alatti" volt – ez a legnagyobb amerikai föld alatti robbantás. (A pontos méret a becslések szerint 4,4 Mt és 5,2 Mt között volt.)
A robbanás ereje a hiroshimai bombáénál majd' négyszázszor volt nagyobb. A talaj hat méterrel emelkedett meg; a beomló felszín egy másfél km-nél szélesebb tavat hozott létre. A rengés mértéke a Richter-skálán 7,0 volt, 3250 négyzetméteren kőomlásokat és földcsuszamlásokat okozott. Bár földrengéseket és cunamikat nem indított el, a már meglévő tektonikus feszültségekre hatással volt, amit a következő hetekben mért kisebb rengések valószínűsítenek.
| Név       | Dátum (GMT)             | Hely                                                       | Töltet | Akna     |
| --------- | ----------------------- | ---------------------------------------------------------- | ------ | -------- |
| Long Shot | 1965. október 29. 21:00 | é. sz. 51,43655°, k. h. 179,17976°51.436550°N 179.179760°E | 80kt   | 2343 láb |
| Milrow    | 1969. október 2. 22:06  | é. sz. 51,41559°, k. h. 179,17992°51.415590°N 179.179920°E | ~ 1Mt  | 4002 láb |
| Cannikin  | 1971. november 6. 22:00 | é. sz. 51,46961°, k. h. 179,10335°51.469610°N 179.103350°E | < 5Mt  | 6104 láb |

## 1973-tól napjainkig
Az Energiaügyi Minisztérium 1973-ban kivonult a szigetről, a kísérletek hatásait vizsgáló kutatók azonban továbbra is visszajárnak.
2001-ben a minisztérium nekilátott a terület szennyező anyagoktól való megtisztításának. A sárral teli aknákat tiszta talajjal töltötték fel, poliészter lemezzel és talajjal fedték be, amire a növénytakarót is visszatelepítették.
Egyesek szerint félő, hogy új, radioaktív anyagot a tengerbe juttató repedések keletkeznek a föld alatt. Egy 1996-os Greenpeace-tanulmány szerint a Cannikin aknájából plutónium és amerícium is szivárog, egy 2004-ben, a fairbanksi Alaszkai Egyetem által elvégzett felmérés azonban nem talált radioaktív szivárgásra utaló jelet, egy 2006-os tanulmány szerint pedig a plutónium szintje "nagyon alacsony, biológiailag jelentéktelen"
Az Energiaügyi Minisztérium 2025-ig folytatja a helyszínek ellenőrzését. Ezután a sziget korlátozottan látogatható vadrezervátum lesz.